# Закон Грузии об оккупированных территориях

Абхазия и Южная Осетия (Абхазская АР и Цхинвальский регион) на карте административного деления Грузии.

Зако́н «Об оккупи́рованных террито́риях» (груз. საქართველოს კანონი ოკუპირებული ტერიტორიების შესახებ) — законодательный акт Грузии, устанавливающий особый правовой режим на территориях Абхазии, Южной Осетии, фигурирующих в законе как Абхазская Автономная Республика и Цхинвальский регион, а также прилегающих к ним зонах.

## История принятия закона
После распада СССР и преобразования Грузинской ССР в современную Грузию, в результате ряда вооружённых конфликтов (Южноосетинская война (1991—1992), Война в Абхазии (1992—1993)) образовалось два неподконтрольных тбилисскому правительству непризнанных государства — Абхазия и Южная Осетия, претендовавших на территории бывшей Абхазской АССР и Юго-Осетинской АО соответственно. Грузия получила международно-правовое признание большинства стран мира в 1992 году, Абхазия и Южная Осетия же долгое время оставались непризнанными. После войны 2008 года (в котором на стороне Южной Осетии также выступили Абхазия и Россия) Россия и ещё несколько стран признали Абхазию и Южную Осетию в качестве суверенных независимых государств. C точки зрения Грузии неподконтрольные её правительству территории являются оккупированными Россией.
23 октября 2008 года Парламентом Грузии в 3-м чтении был принят закон «Об оккупированных территориях». 31 октября 2008 года закон был подписан Президентом Грузии Михаилом Саакашвили.
В августе 2009 года было объявлено, что в закон будет внесены поправки, направленные на допущение транзитного движения через Абхазию и Южную Осетию для лиц, ищущих в Грузии политического убежища.
В феврале 2013 года правительство Грузии внесло в парламент поправки, смягчающие этот закон. Согласно этим поправкам, первое нарушение закона «об оккупированных территориях» квалифицируется как административное правонарушение, караемое штрафом в размере 400 лари. Лишь повторное и последующие нарушения относятся к категории уголовных преступлений. В этом случае к нарушителям может применяться штраф или лишение свободы на срок до года. В мае 2013 года Парламент Грузии с четвёртой попытки принял эти поправки в первом чтении.

## Основные положения
- Положения закона распространяются на территорию Абхазской Автономной Республики и Цхинвальского региона (территория бывшей Юго-Осетинской автономной области), а также акваторию Чёрного моря от реки Псоу до реки Ингури, село Переви Сачхерского муниципалитета, территории Куртского, Горийского, Ажарского и Ахалгорского муниципалитетов.
- Для граждан иностранных государств и лиц без гражданства въезд на территорию Абхазской Автономной Республики допускается только со стороны Зугдиди, на территорию Цхинвальского региона — только со стороны Гори. В отдельных случаях может быть выдано специальное разрешение на въезд с других направлений.
- Любые сделки, совершённые на обозначенных территориях и не оформленные в соответствии с законодательством Грузии, считаются недействительными. Обретение права на имущество допускается только через получение наследства.
- На обозначенных территориях запрещается любая экономическая деятельность, требующая лицензирования или подтверждения. В отдельных случаях может быть выдано специальное разрешение на осуществление подобной деятельности.
- Запрещаются международное воздушное, морское и железнодорожное сообщение, а также международные перевозки автомобильным транспортом.
- Запрещаются пользование государственными ресурсами, денежные переводы, а также финансирование деятельности, указанной в законе.
- Российская Федерация объявляется государством, осуществляющим военную оккупацию — на него возлагается ответственность за нарушение определённых Конституцией Грузии общепризнанных прав человека, причинение материального и морального вреда, причиненного на обозначенных территориях гражданам Грузии, лицам без гражданства и находящимся в Грузии и легально перешедшим на обозначенные территории гражданам иностранных государств, охрану культурного наследия.
- Вне закона объявляются все органы, не созданные в порядке, установленном законодательством Грузии и (или) фактически осуществляющие в какой-либо форме законодательные, исполнительные или судебные функции либо иную деятельность, отнесенные к функциям государственных органов Грузии или органов местного самоуправления.
- Нарушители закона несут ответственность, предусмотренную законодательством Грузии.
- Закон имеет обратную силу и распространяется на отношения, возникшие с 1990 года.

## Некоторые фактические последствия
- Граждане иностранных государств и лица без гражданства фактически не имеют возможности легально следовать из/в Россию через Абхазию и Южную Осетию в правовом поле Грузии: в первом случае происходит фиксация незаконного пересечения государственной границы (по въезде на территорию, контролируемую Грузией), во втором в документе, в котором ставятся отметки о въезде/выезде остаётся незакрытое посещение Грузии, что влечёт за собой существенные осложнения при въезде во многие государства.
- Для граждан государств, не входящих в СНГ, въезд и выезд из Абхазии и Южной Осетии и последующее посещение Грузии затруднительны, так как в документе, удостоверяющем личность, проставляется штамп пограничной службы Абхазии или Южной Осетии, что влечёт за собой существенные осложнения при въезде в Грузию, так как фиксируется незаконное пересечение государственной границы. С октября 2009 года данный штамп ставится в паспорт только по запросу въезжающей/выезжающей стороны. Априори штамп в паспорт не ставится, его заменяет страховой полис обязательного страхования, который иностранное лицо обязано иметь при себе от момента въезда до момента выезда из республики. Страховка на один день стоит 10 российских рублей (на 11.02.2010).[источник не указан 4362 дня]
- Экономическая деятельность фактически возможна только либо в пределах Абхазии и Южной Осетии, либо осуществляемая через Россию.

## Реакция официальных лиц
- Министерства иностранных дел Беларуси, Азербайджана и Украины призвали своих граждан соблюдать грузинское законодательство при посещении Абхазии и Южной Осетии[6][7][8].

## Прецеденты
- 17 февраля 2012 в аэропорту Тбилиси был задержан российский предприниматель Константин Родионов. Ему было предъявлено обвинение в незаконном посещении оккупированных грузинских территорий[9]. 10 апреля 2012 он был освобождён из под стражи в результате процессуального соглашения[10].